# Vibram

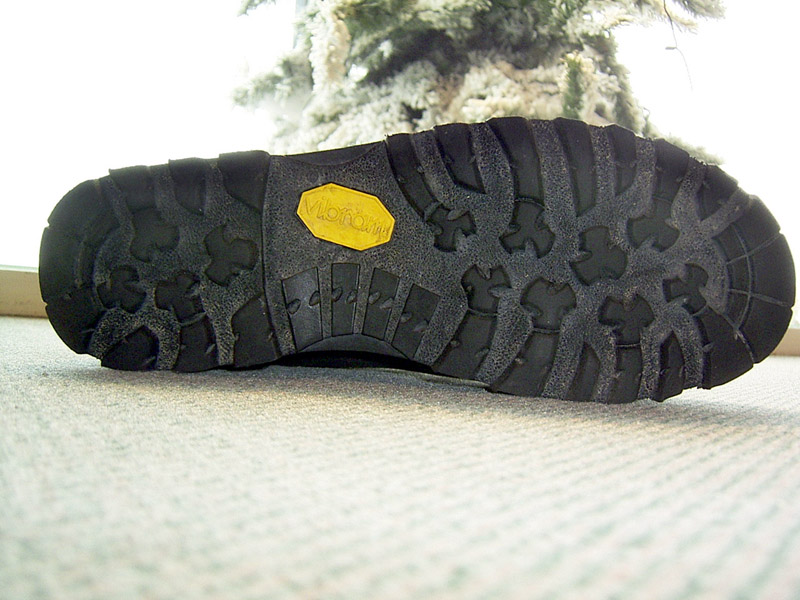
Schuh mit Vibram-Sohle

Vibram ist ein italienischer Hersteller für Schuhe und Schuhsohlen. Warenzeichen ist die abriebfeste Schuhsohle aus Gummi, welche ursprünglich vor allem an Bergschuhen eingesetzt wurde, heute findet sie weite Verbreitung an Sport-, Wander- und Winterschuhen vieler Hersteller.

## Geschichte

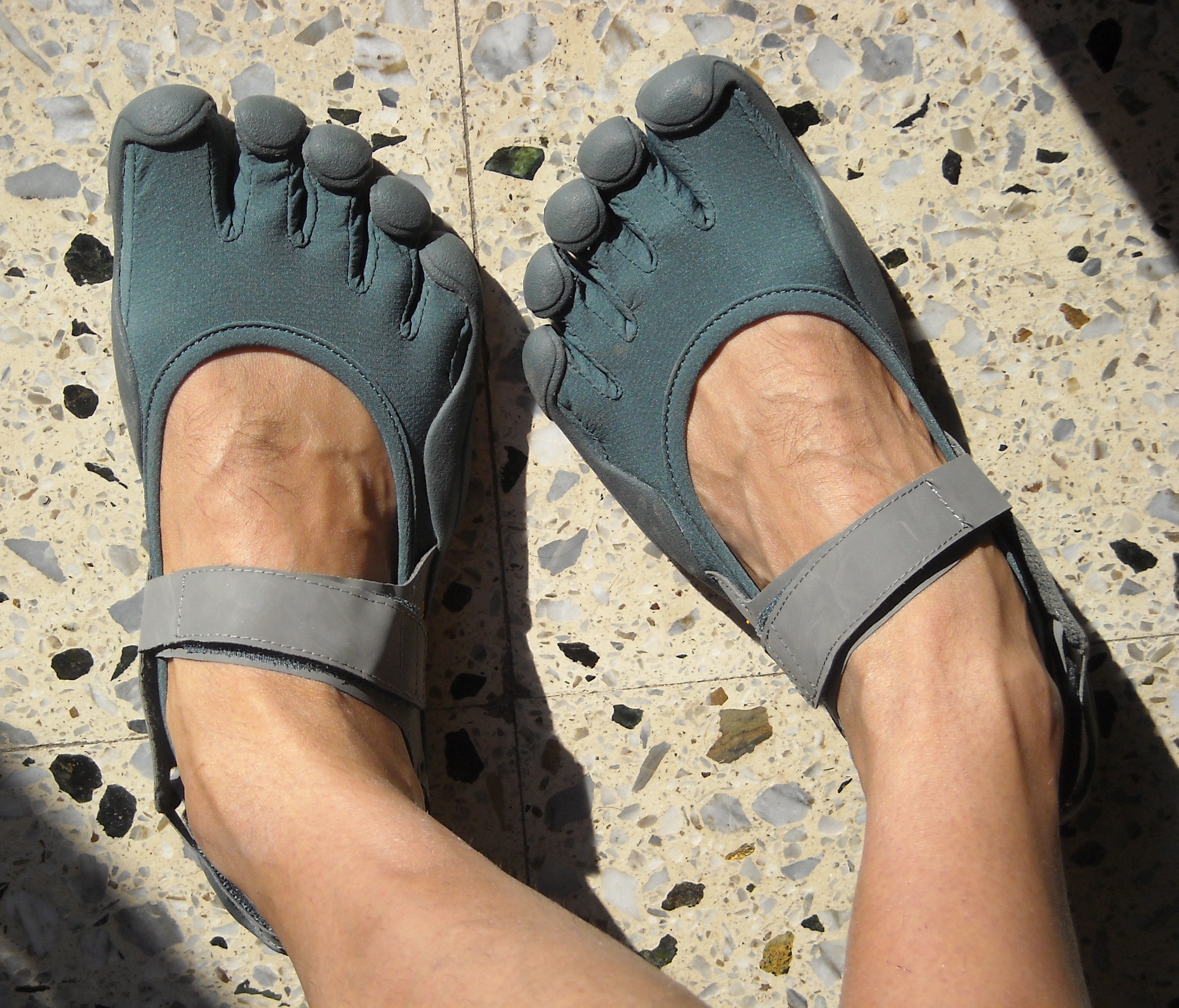
Vibram FiveFingers

Bei einem Bergunglück starben 1935 auf der Punta Rasica (3305 m) an der schweizerisch-italienischen Grenze sechs Bergsteiger wegen untauglichen Schuhwerks. Vitale Bramani (1900–1970), ebenfalls Bergsteiger, nahm dies zum Anlass und forschte an neuen Schuhen mit Gummisohlen, die für alpines Gelände besser geeignet sein sollten. Auf der Grundlage der Vulkanisierungstechnologie von Charles Goodyear entwickelten Bramani und sein Freund Ettore Castiglioni mit dem Reifenhersteller Pirelli die wasser- und winterfeste Gummisohle, die er 1937 zum Patent anmeldete und mit deren Hilfe Bramani und Castiglione im selben Jahr die Erstdurchsteigung der Nordwestwand am Piz Badile gelang. Nach 1945 wurden die Gummisohlen mit dem Unternehmen Vibram vermarktet, dessen Name aus Teilen des Vor- und Nachnamens von Vitale Bramani zusammengesetzt ist.
Vibram ist ein italienisches Markenprodukt; typisch für die Vibram-Sohle ist das langgestreckte, gelbe Logo, das zwischen Absatz und vorderer Sohle angebracht ist. Mittlerweile gibt es viele verschiedene Profile der Vibram-Sohle. Eines der aktuellen Produkte sind die Sohlen für Motorradfahrer, insbesondere für die Gruppe der Supermoto-Rennfahrer, welche mittels des auf dem Boden schleifenden Fußes das Wegrutschen des Motorrades verhindern.
2005 kam erstmals ein vollständig von Vibram hergestellter Schuhtyp auf den Markt. Die FiveFingers, die auf einem Entwurf von Robert Fliri basieren und deren Kennzeichen separate Kammern für die einzelnen Zehen sind, sind als Barfußschuhe konzipiert und mittlerweile in einer breiten Produktpalette erhältlich; die Glove-Reihe von Merrell bietet Barfußschuhe mit Vibram-Sohle ohne separate Zehenkammern.